# Labrador (region)

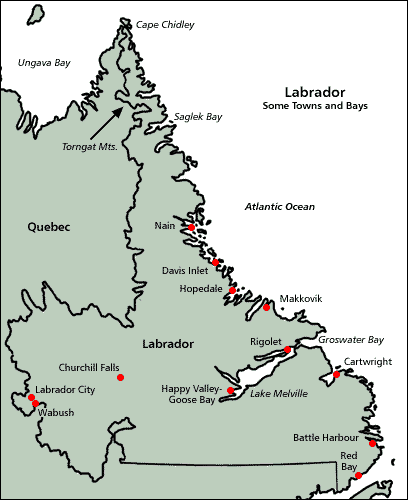
Karta över Labrador med större samhällen.

Labrador är en region på Kanadas östkust, som tillsammans med ön Newfoundland bildar provinsen Newfoundland och Labrador. De båda provinsdelarna skiljs åt av Belle Isle-sundet. Labrador ligger på Labradorhalvön, som även omfattar delar av provinsen Québec. Gränsen på halvön har varit omstridd, och Québec erkänner inte till fullo ett beslut av Privy Council 1927 där gränsen i huvudsak lades längs vattendelaren.
Labrador hade 26 364 invånare vid folkräkningen 2006, varav cirka 30 % urinvånare, främst inuiter, innu och métiser. Labradors yta är 294 330 km². De största samhällena är Happy Valley-Goose Bay, Labrador City, Wabush och Nain. I regionen ligger även Cape St. Charles som är den östligaste punkten på Nordamerikas fastland.
Namnet "Labrador" är ett av de äldsta europeiska namnen i Kanada, nästan lika gammalt som "Newfoundland". Det kommer från den portugisiske upptäcktsresanden João Fernandes Lavrador som, tillsammans med Pêro de Barcelos, var en av de första européerna som siktade området 1498.
Icke-ursprungsbefolkningens bosättningar har i historisk tid varit fiskelägen, missionsstationer eller pälshandelsutposter. I modern tid har gruvsamhällen, vattenkraftverk och militärbaser tillkommit. Bosättningen har länge hållits tillbaka av problematiska båtförbindelser och en närmast total frånvaro av transportmöjligheter till lands. Idag finns väg- och järnvägsförbindelser från mellersta Labrador till nordöstra Québec.

## Historia

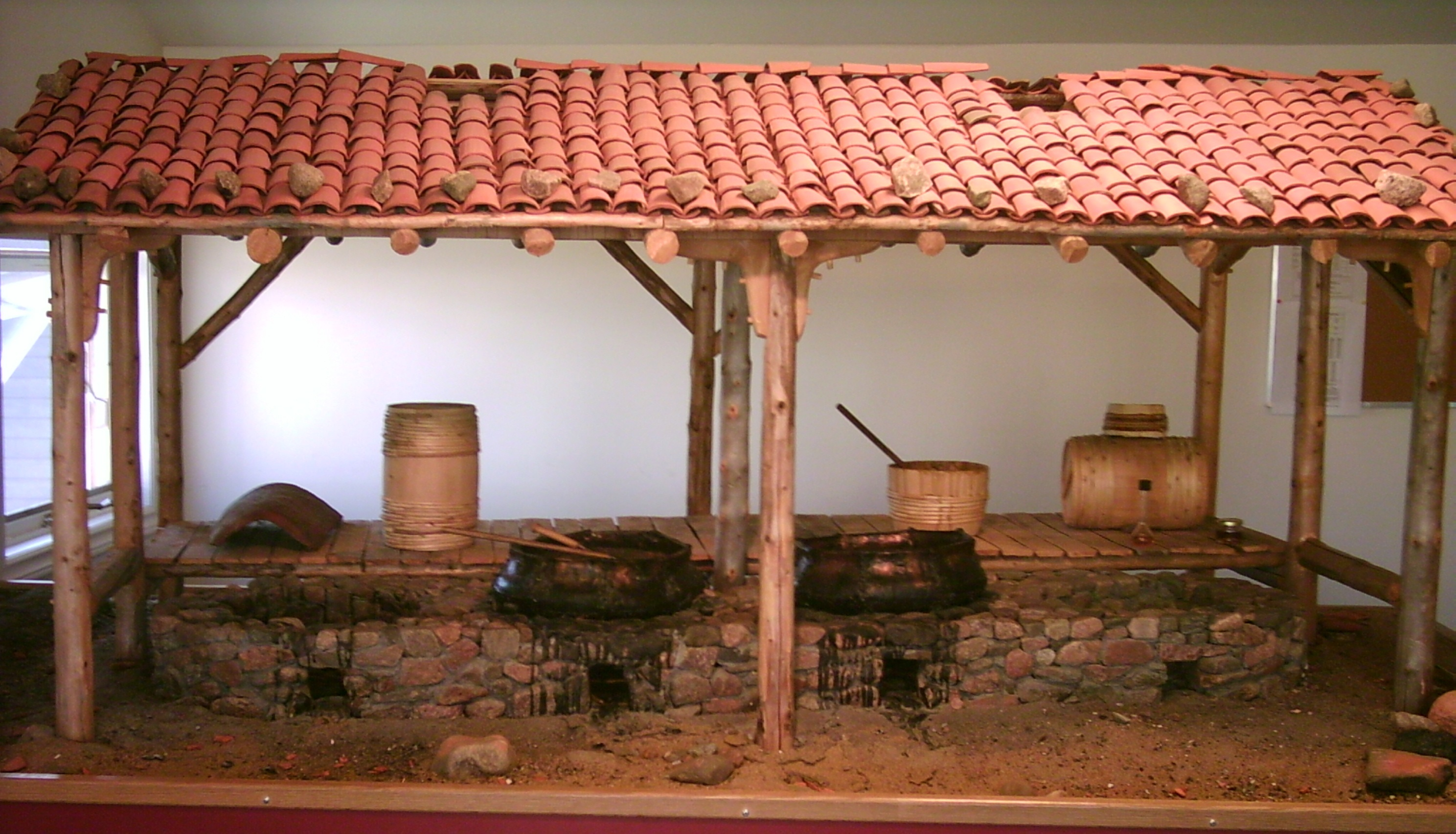
Modell av baskiskt trankokeri på Labradors kust.

Liksom i Newfoundland var den tidiga bosättningen av Labrador kustdominerad. Montagnais, innu och inuiter rörde sig även inåt landet, medan européer främst höll sig söder om Hamilton Inlet. De europeiska bosättningarna där är bland de äldsta europeiska i Kanada och härstammar från början av femtonhundratalet.
På 1760-talet började herrnhutare missionera i området, och delta i pälshandeln tillsammans med Hudson's Bay Company, som hade störst inflytande på halvön fram till 1870.
Både europeiska och First Nations-bosättningar längs kusten var mycket fattiga, men Wilfred Grenfells missionärsarbete från 1890-talet och framåt ledde till att olika sociala tjänster blev tillgängliga. Under 1900-talet drevs kustfärjor och fraktfartyg av, i tur och ordning, Newfoundland Railway, Canadian National Railways, CN Marine och Marine Atlantic, och kompenserade för frånvaron av vägförbindelser.
Labrador hade strategisk betydelse under både andra världskriget och kalla kriget. Under 1940-talets början installerade en tysk ubåtsbesättning en automatisk väderstation vid Labradors norra spets nära Kap Chidley. Stationen fick smeknamnet Wetterstation Kurt, och fungerade bara i några dagar, men upptäcktes inte förrän 1981 då en pensionerad ingenjör på Siemens, en kanadensisk historiker och kanadensiska kustbevakningen identifierade platsen och letade upp väderstationen.
Under andra världskriget byggdes en flygbas vid Goose Bay, och under efterkrigstiden byggdes radarstationer längs kusten. Stora järnmalmsfyndigheter upptäcktes i västra Labrador och angränsande delar av Québec, vilket ledde till att gruvsamhällen växte upp i Labrador City och Wabush, och att en järnväg byggdes från Schefferville i Québec, via Labrador City-Wabush-området, till Sept-Îles vid Québecs kust.
Under 1960-talet byggdes en serie kraftverksdammar vid Churchillfloden ovanför Churchillfallen, vilket ledde till att ett 6 527 km² stort vattenmagasin bildades, Smallwood Reservoir.
Under 1900-talets senare del byggdes Trans-Labrador Highway i etapper mellan samhällen i inlandet. Den ansluter till Québecs vägnät vid Mont Wright (som har vägförbindelse med Baie-Comeau vid Québecs kust). En förlängning söderut längs Labradors kust har byggts ut under 2000-talets början, med omläggningar av kustfärjesystemet som följd. En studie av fasta förbindelser till Newfoundland kom 2004 fram till att det bästa alternativet vore en enkelspårig järnvägstunnel, men att en fast förbindelse inte var ekonomiskt försvarbar.

## Labrador-gränstvisten

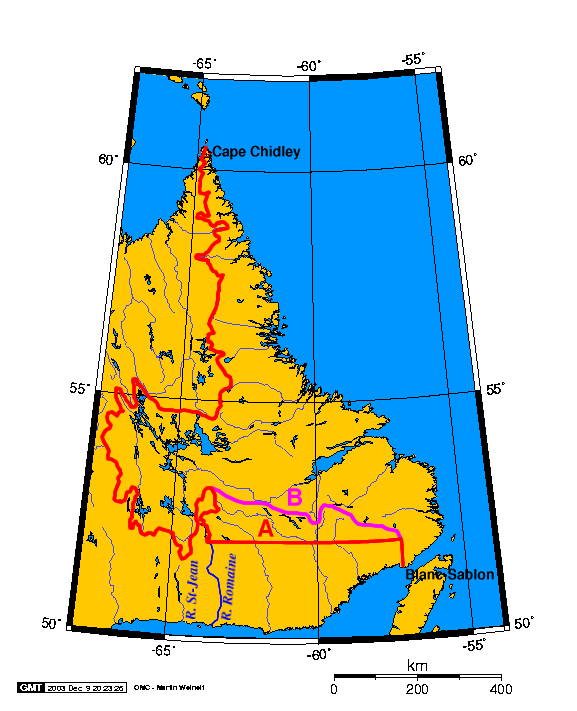
Linje A: gränsen enligt Kronrådets beslut, som är den juridiskt giltiga gränsen idag. Linje B: gränsen som den ibland beskrivs av Québecs myndigheter.

Den slingriga gränsen mellan Labrador och Kanada fastställdes 2 mars 1927 efter fem års utredning. När Labrador överfördes från Nedre Kanada till Newfoundland 1809 fastställdes inte landgränsen exakt. Newfoundland hävdade att den följde vattendelaren, men Kanada, som betonade det historiska namnet "Coasts of Labrador", hävdade att den var en statute mile (1,6 kilometer) innanför högvattengränsen. Eftersom Kanada och Newfoundland då var olika länder, men ingick i det brittiska imperiet, fick Judicial Committee of the Privy Council (i London) fälla avgörandet. Kommittén kom fram till att Labradorgränsen huvudsakligen följde vattendelaren. Ett av Newfoundlands villkor för att gå med i den kanadensiska konfederationen 1949 var att denna gränsdragning skulle stadfästas i Kanadas författning. Québecs officiella ståndpunkt är att man inte accepterar avgörandet, men Henri Dorion-utredningen (Commission d'étude sur l'intégrité du territoire du Québec) i början av 1970-talet kom fram till att Québec inte längre har lagliga anspråk på Labrador. Trots detta flyttas gränsen ibland österut på kartor från myndigheter i Québec.